# التزلج على المنحدرات الثلجية
التزلج على المنحدرات الجليدية نوع من أنواع الرياضة الشتوية وهي أحد المسابقات الرئيسية في الألعاب الأولمبية الشتوية ويتضمن التزلج نحو الأسفل من على التلال والمرتفعات الجليدية باستخدام زلاجات طويلة مربوطة بالقدمين. نشأت هذه النوع من الفعالية كتطوير وتحوير للرياضة الأقدم منها الا وهي التزلج للمسافات الطويلة Cross country skiing وعندما تم تصنيع العبارات السلكية لنقل الأشخاص إلى المرتفعات الجليدية تم بناء العديد من المنشآت السياحية والرياضية في اعالي الجبال مما كان له الأثر في ازدياد شعبية هذه الرياضة في شمال القارة الأمريكية وأوروبا ويابان.
الصعوبة الرئيسية التي تواجه المتزلج هو السيطرة على اتجاهه عندما ينحدر من أعلى إلى اسفل المنحدر. هناك عادة ملاعب مختلفة تراوح من قليلة الأنحدار للمبتدئين ويطلق عليها تل الأرانب bunny hills ويستخدم اعلام خضراء للإشارة إلى هذه الساحات. المرحلة المتوسطة من الأنحدار يطلق عليها تسمية المربع الأزرق وهي اقل انحدارا من مرحلة المتقدمين التي تسمى الماسة السوداء black diamond.
يبدأ الرياضيون العالميون هذه اللعبة في اعمار مبكرة منذ طفولتهم ويتراوح عمر المبتدئ 9 إلى 10 اعوام وبالإضافة إلى الألعاب الأولمبية الشتوية للهواة هناك بطولة كأس العالم للتزلج على المنحدرات الجليدية تقام سنويا في منتجعات شتوية في كندا والولايات المتحدة وأوروبا.